# Диярбекир (месторождение)
Диярбекир (до 1991 года — Банка Баринов) — нефтегазоконденсатное месторождение в Туркменистане. Расположено в Балканской области, в западной части страны, в акватории Каспийского моря 50 км на западе от города Хазар (Челекен). Открыто в 2006 году. Входит в туркменский нефтяной проект Блок-1. Глубина моря составляет от 30 м до 40 м.
Относится к Западно-Туркменской нефтегазоносной области.
Нефтеносность связана с отложениям плиоценового возраста. Залежи на глубине 2,8-5,0 км.
Начальные запасы нефти 150 млн тонн, газа 300 млрд м3.
Оператором месторождение является малайзийская нефтяная компания Petronas. Добыча нефти 2006 году составила 0,5 млн тонн.